# Mauro Gianetti
Mauro Gianetti (Isone, 16 maart 1964) is een voormalig Zwitsers wielrenner. 

## Biografie
In 1995 won hij zowel de Amstel Gold Race als Luik-Bastenaken-Luik. Een jaar later pakte Gianetti in eigen land zilver op het wereldkampioenschap te Lugano: hij verloor een sprint met twee tegen de Belg Johan Museeuw. In de Ronde van Romandië van 1998 verdween de Zwitser plots uit de koers. Geveld door ernstige darmklachten, heette het toen. Later sprak dokter Gremioni van het ziekenhuis uit de biecht. Gianetti werd opgenomen omdat zijn dopingexperimenten haast een fatale afloop hadden gekregen. 
Gianetti had geknoeid met het beruchte Perfluorocarbon (PFC), een alternatief voor epo dat zich nog in een experimentele fase bevond en in principe alleen onder die voorwaarden gebruikt werd in ziekenhuizen. Gianetti had het toch te pakken gekregen en het zonder aarzelen gebruikt. Hij bleef drie dagen in een coma, vechtend voor zijn leven. Daarna bleef hij nog bijna twee weken op de afdeling intensieve zorgen met een blokkering van nieren en lever. De dokter in kwestie kreeg later van Gianetti een schadeclaim van vier miljoen Zwitserse frank aangesmeerd omwille van het schenden van het medisch geheim en het schenden van zijn imago.
Later werd Gianetti algemeen manager bij onder andere Saunier Duval-Prodir en Geox-TMC. Anno 2024 is hij ploegleider bij UAE Team Emirates, de ploeg van Tadej Pogačar. Als algemeen manager won Gianetti de Ronde van Spanje in 2011 met Juan José Cobo. Die titel raakte Juan José Cobo in 2019 kwijt aan Chris Froome.
Zijn zoon Noé is ook een wielrenner.

## Belangrijkste overwinningen
1986
- GP Lugano

1988
- Bergklassement Kellogg's Tour of Britain

1989
- 4e etappe Kellogg's Tour of Britain

1990
- Milaan-Turijn

1995
- Luik-Bastenaken-Luik
- Amstel Gold Race

1996
- Zilver WK op de weg, Elite
- Japan Cup

1997
- Parijs-Camembert

2000
- Ronde van Japan

## Resultaten in voornaamste wedstrijden
| Jaar | Ronde van Italië | Ronde van Frankrijk | Ronde van Spanje |
| ---- | ---------------- | ------------------- | ---------------- |
| 1986 |                  |                     |                  |
| 1987 | opgave           |                     |                  |
| 1988 |                  |                     |                  |
| 1989 |                  | 115e                |                  |
| 1990 |                  | 61e                 |                  |
| 1991 |                  | 98e                 |                  |
| 1992 | 70e              | buiten tijd         |                  |
| 1993 |                  |                     |                  |
| 1994 |                  |                     |                  |
| 1995 |                  |                     | 17e              |
| 1996 | opgave           |                     | 13e              |
| 1997 |                  | opgave              |                  |
| 1998 |                  |                     |                  |
| 1999 |                  |                     |                  |
| 2000 |                  |                     |                  |
| 2001 |                  |                     |                  |

| Jaar | Milaan-San Remo | Gent-Wevelgem | Ronde van Vlaanderen | Parijs-Roubaix | Amstel Gold Race | Luik-Bast.‑Luik | Ronde van Lombardije | Rund um den Henninger-Turm | Waalse Pijl |  | WK op de weg |  | Wereldranglijsten |
| ---- | --------------- | ------------- | -------------------- | -------------- | ---------------- | --------------- | -------------------- | -------------------------- | ----------- |  | ------------ |  | ----------------- |
| 1986 |                 |               |                      |                |                  |                 | 26e                  |                            |             |  |              |  |                   |
| 1987 |                 |               |                      |                |                  |                 |                      |                            |             |  |              |  |                   |
| 1988 | 32e             |               |                      |                | 82e              | 44e             | 11e                  | 38e                        | 39e         |  | 5e           |  | 73e (UWB)         |
| 1989 | 54e             |               | 56e                  | 44e            | 5e               | 25e             | 17e                  |                            |             |  | 33e          |  | 56e (UWB)         |
| 1990 |                 |               | 36e                  |                | 20e              | 40e             | 49e                  | 10e                        | 96e         |  |              |  |                   |
| 1991 | 29e             | 60e           | 80e                  |                | 34e              | 26e             | 23e                  |                            | 50e         |  | 40e          |  |                   |
| 1992 | 23e             | 61e           | 89e                  |                | 29e              | 48e             | 34e                  |                            | 17e         |  |              |  |                   |
| 1993 |                 |               |                      |                | 34e              |                 |                      |                            |             |  |              |  |                   |
| 1994 |                 |               |                      |                | 44e              |                 | 9e                   |                            | 28e         |  |              |  |                   |
| 1995 | 19e             |               |                      |                | ↑                | ↑               | 11e                  | 19e                        | 5e          |  | 4e           |  | (UWB)             |
| 1996 | 37e             |               |                      |                | 64e              | ↑               | 8e                   |                            | 4e          |  | ↑            |  | 6e (UWB)          |
| 1997 | 19e             |               |                      |                | 5e               | 10e             | 28e                  | Brons                      | 11e         |  | 12e          |  | 19e (UWB)         |
| 1998 | 95e             |               |                      |                | 36e              | 8e              | 23e                  |                            | 17e         |  | 35e          |  |                   |
| 1999 | 58e             |               |                      |                | 26e              | 33e             | 18e                  |                            |             |  | 27e          |  |                   |
| 2000 | 37e             |               |                      |                | 35e              | 6e              | 22e                  |                            | 9e          |  | 21e          |  |                   |
| 2001 |                 |               |                      |                |                  |                 |                      | 17e                        |             |  |              |  |                   |